# 윤아 (1971년)
윤아 (1971년 ~ )는 대한민국의 배우이다. 1991년 KBS탤런트로 데뷔를 하였다.

## 학력
- 동국대학교 체육교육과

## 경력
- 1990년 미스코리아 인천

## 출연작
드라마
- 1991년 KBS2 《맥랑시대》 - 지혜 역
- 1991년 KBS2 《대추나무 사랑걸렸네》 - 봉인순 역
- 1993년 KBS1 《떠도는 혼》
- 1993년 KBS2 《신 손자병법》
- 1993년 KBS2 《청춘극장》 - 정혜숙 역
- 1994년 KBS2 《남자는 외로워》
- 1994년 KBS2 《미스터리멜로 - 금요일의 여인》
- 1995년 KBS2 《장녹수》 - 초희 역
- 1995년 KBS1 《신세대 보고 - 어른들은 몰라요》
- 1995년 KBS2 《드라마게임 - 마누라 찾아가기》